# 出歯亀
出歯亀（でばがめもしくはでばかめ）とは、明治時代に発生した殺人事件の犯人として捕らえられた男性のあだ名、もしくはこのあだ名から転じて窃視（覗き行為）やこれを趣味とするもの、窃視症のように病的な状態にあるものを指す。単に好色な男性についても言われる。
事件当時は流行語となって、後述するように関連する意味の派生語も生まれた。
「出ッ歯亀」ともいう。
2004年の斉藤光の記述によれば若者の間での認知度はもはや高くないが、完全に忘れられた言葉でもない。

## 語源
出歯亀という言葉の語源は、1908年（明治41年）に遡る。この年の3月22日、豊多摩郡大久保村（現在の東京都新宿区大久保）の森山湯近くの空き地で女性が殺害され、手ぬぐいを口に押し込まれた状態で発見された。殺害されたのが下谷電話交換局長・幸田恭の妻エン子であったことで注目され、以前から女湯の覗き行為を行っていた植木職人の池田亀太郎（当時35歳）が強姦殺人の犯人として逮捕された。池田は当初犯行を認めていたが、公判では取り調べ中に自白を強要させられたとして否認に転じた。判決は無期徒刑だったが、控訴し、後に13年間服役した。池田はその後事件について口演を行った。劇作家長谷川伸は冤罪を論じた。
事件は衆目を集め、池田のあだ名であった「出歯亀」をとって「出歯亀事件」という名前で広く報じられ、「出歯亀」は好色な男性を指す言葉となった。初期は色情狂的な窃視・手淫・追跡・強姦・性的殺人の意味で使われたが、後に変態的行為・婦女暴行の意味で使われるようになった。
その後、亀太郎は、再び新聞沙汰を起こす。出獄から11年、出歯亀事件から25年がたった昭和8年、5月5日付の東京朝日新聞に、「老痴漢、捕えてみれば往年の『出歯亀』」と報道された。早稲田の銭湯「松の湯」の裏手で、覗きの現行犯で捕まった亀太郎は、「立ち小便をしていただけだ。」と主張した。結局、微罪ということですぐに釈放されたが、本人は、「何分にも、あの前科ですから、そう思われても仕方がありません。」と語ったという。
池田に「出歯亀」というあだ名がついた経緯は明らかではない。当時の『東京二六新聞』は、何事にも口を出したがる（「出張る」）性格、出っ歯という身体的特徴、「妄に出刃三昧を為す」性格の三説を紹介した。

## 派生語
「出歯亀」の語は流行し、様々に転用された。森鷗外は小説『ヰタ・セクスアリス』の中で当時真実暴露と称してしばしば性的描写を行った自然主義（自然主義文学など）の別称として揶揄する意図で「出歯亀主義」なる表現が用いられたり、「出歯る」という動詞が生まれ流行したことに言及した。動詞に転じて「出歯る」という形で、変態的な行為や婦女暴行の意味で用いられた。さらに、怪しい挙動を指して「出歯る」と洒落て呼んだり、冗談で持ち出されることもあった。こういった時流の中で前述の「出歯亀主義」も既成道徳を否定した社会主義や無政府主義にまで用いられるようになった。